# Монастырь Бубенкирхе
51°06′29″ с. ш. 8°32′11″ в. д.
Монастырь Бубенкирхе (нем. Kloster Bubenkirche) — ранее существовавший монастырь на территории современного города Бад-Берлебург в районе Зиген-Виттгенштайн в земле Северный Рейн-Вестфалия, Германия.

## Положение
Монастырь располагался к северо-востоку от Вундертхаузена на ручье Бубенкирхбах. Поселение хуторского типа на этом месте существует до сих пор под названием «Им Клостер» b jnzjc («В монастыре» Im Kloster). оно относится к поселению Вундертхаузен. Местность интересна тем, что здесь сливаются семь ручьёв, один из которых называется Святым (Heiligenbach), а истоком другого служит родник под названием «Источник радия» (Radium Quelle).

## История
Первых документальных упоминаний не сохранилось. Сегодняшнее название местности предполагает существование женского монастыря. В 1394 году Герлах фон Диденсхаузен передал «вальтгельт цу Бубинкирхен» дворянам фон Фирмюнд. Последний раз он упоминался в 1560 году на территории «Вундертхаузер-штрайт» как «опустевший монастырь».
Судя по сохранившимся остаткам зданий, это был небольшой монастырь. План главного здания имеет площадь всего примерно 25 на 20 метров. В 2012 году археологи приступили к изучению территории бывшего монастыря.